# Francine York
Francine York, właśc. Francine Yerich, występująca również pod nazwiskiem Francine Yerick (ur. 26 sierpnia 1936 w Aurora w stanie Minnesota, zm. 6 stycznia 2017 w Van Nuys) – amerykańska aktorka i modelka.

## Biografia
Francine Yerich (bo tak brzmiało jej prawdziwe nazwisko) urodziła się jako córka Franka i Sophie Yerich w miasteczku Aurora w stanie Minnesota, w niedużej osadzie górniczej. Studiowała na Hamline University w Saint Paul. W wieku lat 17 została Miss Minnesota, co otworzyło jej drogę do kariery modelki. Pracowała dla tak znanych reklamodawców jak Chrysler, Betty Crocker i Chevrolet. Bardzo szybko otrzymała pracę jako tancerka w nocnych klubach San Francisco, a następnie Hollywood. Tam zaczęła pobierać lekcje aktorstwa na warsztatach Jeffa Corey’a i Jacka Kosslyna. Jej debiut filmowy miał miejsce w 1960 roku epizodyczną rolą w filmie Secret File: Hollywood z 1962. W tym samym roku zagrała w It’s Only Money. Rolą atrakcyjnej seksdziewczyny zapewniała sobie uznanie publiczności, co z kolei dało jej możliwość występów w kolejnych produkcjach Jerry’ego Lewisa. W 1959 debiutowała na szklanym ekranie epizodyczną rolą w serialu TV Rescue 8. W kolejnych latach to właśnie telewizja stała się domeną jej aktorskiej działalności. Zagrała epizodyczne role w kultowych serialach TV, takich jak: Kojak, Columbo, Beverly Hills, 90210.
W ciągu blisko sześćdziesięciu lat swojej aktywności zawodowej zagrała w ponad siedemdziesięciu serialach TV i blisko czterdziestu filmach. Po śmierci, ze względu na jej dorobek aktorski, uznana została za aktorkę wszechstronną. Obok działalności aktorskiej była również znana w Hollywood jako ekspertka od zdrowego żywienia i fitness. W okresie świetności swojej kariery była uznawana również za symbol seksu, partnerując tak wielkim gwiazdom światowego kina jak: Elvis Presley, Nicholas Cage, Marlon Brando, David Niven, Jerry Lewis, Roddy McDowall i in. Jej rolę w filmie Marilyn Alive and Behind Bars (1992), w którym wcieliła się w postać Marilyn Monroe uznano za najbardziej realistyczną kreację wobec pierwowzoru w historii kina.
Zmarła na raka w wieku 80 lat w Valley Presbyterian Hospital w Van Nuys. Pod koniec życia pracowała nad swoja autobiografią.

## Filmografia (wybór)
- 1963 – Zwariowany profesor (studentka)
- 1963 – Nietykalni (Megan Morris)
- 1963 – Doktor Kildare (pielęgniarka)
- 1965 – Połaskotaj mnie (Mildred)
- 1966 – Batman (Lydia Limpet)
- 1967 – Zagubieni w kosmosie (Niolani)
- 1971 – Ożeniłem się z czarownicą (Venus)
- 1971 – Adam-12 (dziewczyna)
- 1974 – Kojak (Linda)
- 1974-77 – Ulice San Francisco (Betty Johnson/Louise/Marcia Harrington)
- 1975 – Columbo (sierż. Leftkowitz)
- 1978 – Dni naszego życia (Lorraine Farr)
- 1979 – Jazon z gwiezdnego patrolu (Medusa)
- 1987 – Tępaki (June Patterson)
- 1991 – Matlock (stara Claire Mayfield)
- 1991 – Wszystkie moje dzieci (gościnnie)
- 1991 – Tylko jedno życie (gościnnie)
- 1991 – Santa Barbara (gościnnie)
- 1993 – Nowe przygody Supermana (Mistrzyni Ceremonii)
- 1993 – Beverly Hills, 90210 (pracownica kaplicy ślubnej)
- 1995 – Miłosna obsesja (Joan Harris)
- 1995 – Prawo Burke’a (Peggy)
- 1998 – Odpowiedź (Pamela Silver)
- 1999 – Wojna na grzebienie (Elegant Woman)
- 2000 – Prawo Burke’a (Lorraine)
- 2001 – Świat nonsensów u Stevensów Betty London
- 2003-2004 – Diabli nadali (Evelyn Ross)
- 2005 – Cud w Sage Creek (pani Stanley)
- 2005 – Las Vegas (Suzy Socal)
- 2012 – Rozpalić Cleveland (Lady Natalie)
- 2015 – Świat według Mindy (kobieta z East Side)
- 2016 – Star Trek: Progeny (Drusilla)

i in.

## Życie osobiste
Francine York nigdy nie była zamężna. Przez dziesięć lat, aż do jego śmierci w 2006 roku, była partnerką życiową reżysera Vincenta Shermana.